# Дифосфид протактиния
Дифосфид протактиния — бинарное неорганическое соединение
протактиния и фосфора
с формулой PaP2,
кристаллы.

## Получение
- Реакция фосфора и гидриди протактиния:

{\displaystyle {\mathsf {2PaH_{3}+4P\ {\xrightarrow {}}\ 2PaP_{2}+3H_{2}\uparrow }}}

## Физические свойства
Дифосфид протактиния образует кристаллы
тетрагональной сингонии,
пространственная группа P 4/nmm,
параметры ячейки a = 0,3898 нм, c = 0,7845 нм, Z = 2,
структура типа арсенида железа FeAs2
.

## Химические свойства
- Разлагается при нагревании:

{\displaystyle {\mathsf {3PaP_{4}\ {\xrightarrow {T}}\ Pa_{3}P_{4}+8P}}}